# Ingravescentibus malis
Ingravescentibus malis, en español, A los gravísimos males, es la 30.ª y última encíclica de Pío XI, datada el 29 de septiembre de 1937. En ella anima al rezo el santo rosario ante los graves males que aquejan a la iglesia y a la sociedad civil.

## Contexto histórico
A lo largo del mes de marzo de 1937, Pío XI había publicado tres encíclicas en las que mostraba su preocupación por los problemas que aquejaban a los católicos.
- El 14 de marzo, publicaba Mit brennender Sorge, en en en ella denunciaba la presión que sufrían lo católicos por parte del nacismo, y declaraba que «Todo el que tome la raza, o el pueblo, o el Estado, o una forma determinada del Estado, o los representantes del poder estatal u otros elementos fundamentales de la sociedad humana [...] y los divinice con culto idolátrico, pervierte y falsifica el orden creado e impuesto por Dios». Se trataba de un problema que, como mostraría la historia, dos años después desencadenaría la Segunda Guerra Mundial.
- Cinco días después, el 19 de marzo, en Divini Redemptoris condenaba el comunismo y las teorías marxistas en cuanto «despoja al hombre de su libertad, principio normativo de su conducta moral, y suprime en la persona humana toda dignidad y todo freno moral eficaz contra el asalto de los estímulos ciegos».
- Todavía el día 29 de marzo, escribe Firmissimam constantiam, en la que se refiere a la situación de la Iglesia católica en México, y la persecución a la que está sometida por parte de la República. Trata en ella un problema localizado en un país, pero que se prolongaba durante años (el papa lo había denunciado en su encíclica Acerba animi, del 29 de septiembre de 1932), había provocado disensiones entre los católicos.

Las tres encíclicas eran claras manifestaciones de los gravísimo males que mueven al papa a acudir a la intercesión de la Virgen por medio del rezo del Santo Rosario.

## Contenido
Comienza la encíclica recordando como ya otras veces ha señalado el único medio eficaz para resolver la difícil situación que atraviesa la sociedad.

Ingravescentibus malis aetatis huius nostrae non semel Nos, ac nuperrime per Encyclicas Litteras «Divini Redemptoris», nullum posse ediximus praeberi remedium, nisi per reditum ad Christum eiusque sanctissima praecepta. Ille siquidem unus «verba vitae aeternae» habet.
Repetidamente hemos afirmado -como recientemente lo hemos hecho en la Encíclica «Divini Redemptoris-, que, a los males cada vez más graves de nuestro tiempo, no se puede dar otro remedio que el del retorno a Nuestro Señor Jesucristo y a sus santísimos preceptos. Sólo Él tiene «palabras de vida eterna».
Inicio de la encíclica

Tal como se señala el papa la historia muestra cómo la solución de esos problemas siempre ha venido de la mano de la Virgen María. Sigue la encíclica refiriéndose a la ayuda mariana que impetró San Pío V, en la lucha contra los turcos en Lepanto; pero antes de recordar otros sucesos que muestran la ayuda de María, se refiere con dolor a los peligros que amenazan a la sociedad religiosa y a la civil.

### Esos graves males
La encíclica identifica el origen de esas amenazas al desprecio de los mandatos divinos que han debilitado la conciencia del deber y, al mismo tiempo, los fundamentos de la sociedad humana. Comprobar el contraste ente la riquezas de unos y la indigencia de otros, provoca una cruel lucha de unos contra otros. Una situación que en algunas naciones ha llevado a eliminar el derecho a la propiedad privada para poner en común todos los bienes. En otros lugares queriendo rechazar las teorías de los comunistas, exaltan el poder del Estado para asegurar el orden civil y la autoridad; pero no hacen sino renovar los errores y tenor de vida de los paganos. A esto se une las consecuencias de los que niegan a Dios, y desacreditan la esperanza del cielo, poniendo todos los medios -también ilícitos- para conseguir la felicidad en la vida presente; unos planteamientos que destruye el  orden social y conduce a las rebeliones y la guerra civil.

### El recurso al santo rosario
Expuesta la situación que aqueja a la sociedad, la encíclica llama a la oración ante la Virgen:

aun cuando males tan grandes y tan numerosos amenacen y se teman aún mayores para lo porvenir, es menester no desmayar ni dejar languidecer la confiada esperanza que se apoya únicamente en Dios. El que ha concedido la salud a pueblos y naciones indudablemente no dejará perecer a los que ha redimido con su preciosa sangre, ni abandonará su Iglesia. Antes bien, como hemos recordado al principio, interpongamos ante Dios la mediación de la Bienaventurada Virgen tan acepta a Él, como quiera que, en palabras de San Bernardo, «así es su voluntad (de Dios) que ha querido que todo lo consiguiésemos por medio de María».
Encíclica Ingravescentibus malis: AAS vol XXiX, p. 375

Destaca la encíclica el puesto principal que ocupa el Rosario entre las plegarias que se dirigen a la Virgen, la recomendación a su rezo por parte de León XIII, la riqueza que contiene sus oraciones en que se incluye junto con el padrenuestro -la oración enseñada por el Señor-, la salutación a María del arcángel San Gabriel. Recuerda como la misma Virgen ha recomendado esta oración en Lourdes, y muestra como en su sencillez permite repitiendo unas mismas palabras manifestar los sentimientos hondos del alma.
El mes de octubre -la encíclica se publica en la fiesta de San Miguel, faltan por tanto unos días antes de que empiece octubre- es un momento especialmente indicado para vivir esta oración; y el papa pide que así se haga tanto en las iglesias como en lcas casas privadas. Las muchas ocupaciones y trabajos no son motivo para omitir esta oración; el papa explica como también él a pesar de sus muchos trabajos no deja de rezarlo. Recomienda especialmente el rezo del rosario en las familias, al caer la tarde cuando se recogen después de los trabajos de la jornada, sembrando así esa costumbre en sus hijos.
Termina el papa la encíclica aprovechando la ocasión para pedir a los fieles que se unan a su oración danto gracias a María por haber recuperado felizmente la salud. También para ofrecer a la Virgen el homenaje de la piedad como reparación el sacrilegio perpetrado en Polonia contra María.